# فورموزوس
پاپ فورموزوس (به انگلیسی: Formosus) یکی از پاپ‌های کلیسای کاتولیک رم بود که از ۸۹۱ تا ۸۹۶ میلادی پاپ بود.
یکی از وقایع معروف در باره این پاپ محاکمه او پس از مرگش است. هفت ماه پس از مرگش، پاپ استفن ششم پس از نبش قبر جسد او را به دادگاه میبرند و او را محاکمه و محکوم میکنند.

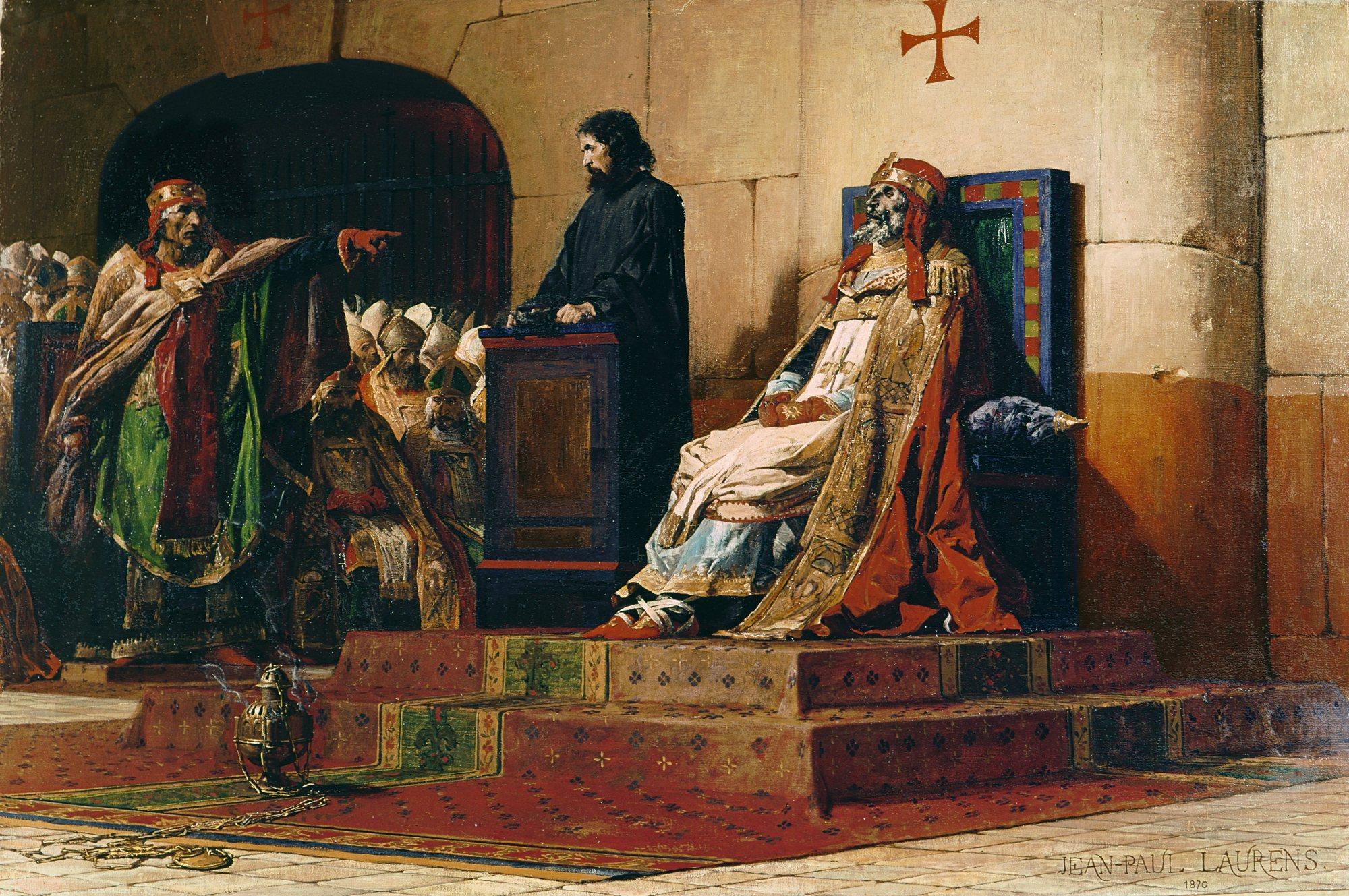
محاکمه جسد پاپ فورموزوس توسط پاپ استفن ششم. نقاش Jean Paul Laurens

نقاش فرانسوی ژان پل لارن این واقعه را که نشان دهنده دوره بحران کلیسا میباشد به تصویر میکشد.